# 볼리비아 프리메라 디비시온
볼리비아 프리메라 디비시온(스페인어: Primera División de Bolivia) 혹은 리가 데 풋볼 프로페시오날 볼리비아노(스페인어: Liga de Fútbol Profesional Boliviano)는 볼리비아의 축구 1부 리그의 대회다. 1950년에 창설되어 현재 16개 팀이 참가하고 있으며 최다 우승팀은 31회를 우승한 볼리바르이다.

## 현재 시즌 참가팀
| 팀                         | 연고지               | 경기장                              |
| -------------------------- | -------------------- | ----------------------------------- |
| 블루밍                     | 산타크루스데라시에라 | 에스타디오 타우이치 아길레라        |
| 볼리바르                   | 라파스               | 에스타디오 에르난도 실레스          |
| 과비라                     | 몬테로               | 에스타디오 힐베르토 파라다          |
| 호르헤 윌스테르만          | 코차밤바             | 에스타디오 펠릭스 카프릴레스        |
| 나시오날 포토시            | 포토시               | 에스타디오 빅토르 아구스틴 우가르테 |
| 오리엔테 페트롤레로        | 산타크루스데라시에라 | 에스타디오 타우이치 아길레라        |
| 클루브 페트롤레로          | 야쿠이바             | 에스타디오 페데리코 이바라          |
| 레알 포토시                | 포토시               | 에스타디오 빅토르 아구스틴 우가르테 |
| 산 호세                    | 오루로               | 에스타디오 헤수스 베르무데스        |
| 스포르트 보이스 와르네스   | 와르네스             | 에스타디오 사무엘 바카              |
| 더 스트롱기스트            | 라파스               | 에스타디오 에르난도 실레스          |
| 우니베르시타리오 데 수크레 | 수크레               | 에스타디오 올림피코 파트리아        |